# درکاسر
درکاسر، روستایی است از مجموعه پایین رود پشت و از توابع بخش مرکزی شهرستان جویبار در استان مازندران، ایران.

## جمعیت
این روستا در دهستان سیاهرود قرار داشته و براساس آخرین سرشماری مرکز آمار ایران که در سال ۱۳۸۵ صورت گرفته، جمعیت آن ۴۲۲نفر (۱۶۶خانوار) بوده‌است.